# Briceni (arrondissement)
Briceni is een arrondissement in de republiek Moldavië. De zetel van het arrondissement is Briceni. Het arrondissement ligt in het noorden van de Republiek Moldavië en grenst aan Oekraïne in het noorden en aan Roemenië in het westen, binnen de Republiek Moldavië grenst het aan het arrondissement Ocnița in het oosten en in het zuiden aan het arrondissement Edineț. De rivier de Proet vormt de scheiding tussen Roemenië en het arrondissement Briceni.

## Historie van het arrondissement Briceni
Het arrondissement Briceni ligt in het historische Bessarabië (Roemeens: Basarabia) een regio in Oost-Europa. De grenzen van Bessarabië werden gevormd door de rivieren de Proet en de Dnjestr, de Donaudelta en de Zwarte Zee. Het oppervlak bedroeg indertijd 45.600 km².

## Huidige arrondissement Briceni
In de Republiek Moldavië, met een oppervlakte van 33.851 km² en een inwonertal van 3.572.700, heeft het arrondissement Briceni een oppervlakte van 814,44 km² met een bevolking van 74.700 inwoners (01-01-2012). De bevolking is verspreid over stedelijk gebieden (63.500) en landelijk gebieden (13.500). Van de bevolking heeft 70% de Moldavische, 25% de Russische en 5% andere nationaliteiten. In het arrondissement zijn in totaal 39 plaatsen, waarvan 2 stad-status hebben, 26 plaatsen een gemeentelijke administratie hebben en 11 plaatsen zonder deze administratie.
Steden (2): Briceni (9900 inwoners) en Lipcani (5.500 inwoners).
Gemeenten zonder stadstitel (26), incl. hun deelgemeenten (localitățile): Balasinești, Bălcăuți (incl. Bocicăuți), Beleavenți, Berlinți (incl. Caracușenii Noi), Bogdănești (incl. Bezeda en Grimești), Bulboaca, Caracușenii Vechi, Colicăuți (incl. Trestieni), Corjeuți, Coteala, Cotiujeni, Criva, Drepcăuți, Grimăncăuți, Halahora de Sus (incl. Chirilovca en Halahora de Jos), Hlina, Larga (incl. Pavlovca), Mărcăuți (incl. Mărcăuții Noi), Medveja (incl. Slobozia-Medveja), Mihăileni (incl. Groznița), Pererita, Șirăuți, Slobozia-Şirăuţi, Tabani, Tețcani en Trebisăuți.
In dit arrondissement ligt het meest westelijke gemeente van de republiek namelijk Criva Noorderbreedte 48° 16' 29" en Oosterlengte 26° 37' 05".